# Liechtenstein nos Jogos Olímpicos de Verão de 2000
Liechtenstein participou dos Jogos Olímpicos de Verão de 2000 em Sydney, Austrália.